# Teresa & Maria
Teresa & Maria (in ucraino Тереза і Марія?, Tereza i Marija) è un singolo della rapper ucraina Al'ona Al'ona e della cantante ucraina Jerry Heil, pubblicato l'11 gennaio 2024 come primo estratto dal quarto EP di Jerry Heil Maria.
È stato premiato con due YUNA.

## Descrizione e promozione

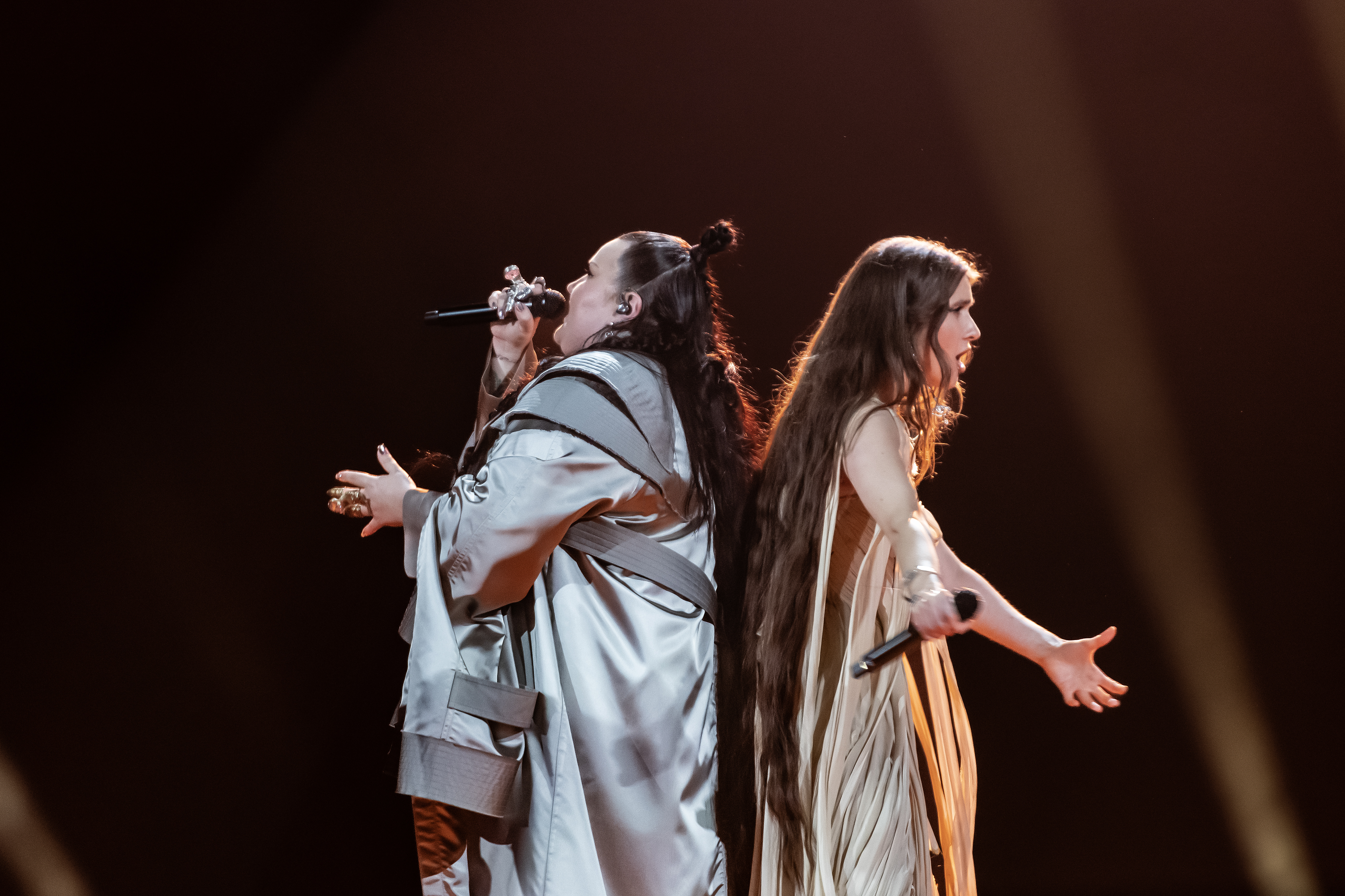
Al'ona Al'ona e Jerry Heil mentre si esibiscono sulle note di Teresa & Maria alle semifinali dell'Eurovision Song Contest, 6 maggio 2024

Teresa & Maria è stata scritta e composta dalle due artiste assieme a Anton Čilibi e Ivan Klymenko; quest'ultimo noto soprattutto per aver curato la produzione di Stefania della Kalush Orchestra, brano vincitore dell'Eurovision Song Contest 2022. Il brano, il cui titolo e ritornello fanno riferimento alle figure di Madre Teresa e Maria di Nazareth, è stato inviato all'emittente radiotelevisiva ucraina UA:PBC come proposta per Vidbir, l'evento atto a selezionare il partecipante ucraino all'Eurovision Song Contest 2024 a Malmö, in Svezia.
Il 17 novembre 2023 il brano è stato annunciato come uno dei dieci finalisti alla selezione nazionale; Teresa & Maria è stato esibito alla competizione nella serata del 3 febbraio successivo, e il voto combinato di pubblico e giuria lo ha incoronato vincitore e rappresentante nazionale sul palco eurovisivo a Malmö. L'esibizione all'Eurofestival è stata coordinata dalla connazionale Tanja Muïn'o.

## Video musicale
Il video è stato reso disponibile il 3 maggio 2024 attraverso il canale YouTube della rapper; esso, i cui fondi sono destinati a una campagna atta alla ricostruzione di un'istituzione scolastica colpita dall'invasione russa nell'oblast' di Dnipropetrovs'k, conta la partecipazione di alcune donne ucraine attive come pubblici ufficiali.

## Tracce
Testi di Al'ona Savranenko, Jana Šemajeva e Ivan Klymenko, musiche di Al'ona Savranenko, Jana Šemajeva, Anton Čilibi e Ivan Klymenko.
1. Teresa & Maria – 2:59

## Formazione
- Al'ona Al'ona – voce
- Jerry Heil – voce
- Ivan Klymenko – produzione
- Anton Čilibi – mastering, missaggio

## Classifiche

### Classifiche settimanali
| Classifica (2024) | Posizione massima |
| ----------------- | ----------------- |
| Austria           | 38                |
| Croazia           | 12                |
| Finlandia         | 14                |
| Grecia            | 5                 |
| Irlanda           | 55                |
| Israele           | 86                |
| Lettonia          | 3                 |
| Lituania          | 2                 |
| Lussemburgo       | 19                |
| Paesi Bassi       | 68                |
| Polonia           | 41                |
| Portogallo        | 147               |
| Regno Unito       | 100               |
| Repubblica Ceca   | 84                |
| Svezia            | 30                |
| Svizzera          | 18                |
| Ucraina           | 1                 |

### Classifiche di fine anno
| Classifica (2024) | Posizione |
| ----------------- | --------- |
| Ucraina           | 1         |

### Classifiche di fine decennio
| Classifica (2020-29) | Posizione |
| -------------------- | --------- |
| Ucraina              | 69        |